# Liste des clubs de football de Suisse
Voici la liste des clubs de football de Suisse.
Cette liste comprend également les sept clubs du Liechtenstein qui sont tous intégrés dans le championnat suisse.
Sont indiqués les championnats des premières équipes de chaque club.
- D1 = Super League : 12 équipes
- D2 = Challenge League : 10 équipes
- D3 = Promotion League : 18 équipes
- D4 = 1re ligue Classic : 3 groupes de 16 équipes
- D5 = 2e ligue interrégionale : 4 groupes de 16 équipes
- D6 = 2e ligue
- D7 = 3e ligue
- D8 = 4e ligue
- D9 = 5e ligue

## Super League
Les douze équipes qui composent la Super League sont les suivantes :
| - FC Bâle - Lausanne-Sport - FC Lucerne - FC Lugano - Grasshopper Club Zurich - FC Saint-Gall | - Servette FC - FC Stade Lausanne Ouchy - FC Winterthour - Yverdon Sport FC - BSC Young Boys - FC Zurich |

## Challenge League
Les dix équipes qui composent la Challenge League sont les suivantes :
| - FC Aarau - FC Baden - AC Bellinzone - Neuchâtel Xamax FCS - FC Schaffhouse - Étoile Carouge FC | - FC Sion - FC Stade nyonnais - FC Thoune - FC Vaduz - FC Wil |

## Promotion League
Les dix-huit équipes qui composent la Promotion League sont les suivantes :
| - FC Bâle II - FC Bavois - FC Biel-Bienne - FC Breitenrain - SC Brühl Saint-Gall - FC Bulle - SC Cham - SR Delémont | - SC Kriens - FC Lugano II - FC Lucerne II - FC Paradiso - FC Rapperswil-Jona - Servette FC II - FC Saint-Gall II - BSC Young Boys II - FC Zurich II |

## 1religue
Les quarante-huit clubs de 1re ligue, répartis en trois groupes, sont les suivants :

### Groupe 1
| - FC La Chaux-de-Fonds - CS Chênois - FC Coffrane - FC Échallens Région - FC Grand-Sacconex - FC Lausanne-Sport II - Meyrin FC - FC Monthey | - FC Naters - FC Portalban/Gletterens - Pully Football - FC La Sarraz-Eclépens - FC Sion II - US Terre Sainte - Vevey-Sports - Yverdon-Sport FC II |

### Groupe 2
| - FC Bassecourt - FC Black Stars - FC Concordia Bâle - FC Courtételle - FC Dietikon - FC Emmenbrücke - FC Köniz - FC Langenthal | - FC Münsingen - FC Muri AG - SV Muttenz - FC Schötz - FC Rotkreuz - FC Soleure - FC Thoune II - FC Wohlen |

### Groupe 3
| - FC Balzers - USV Eschen/Mauren - FC Freienbach - Grasshopper Club Zurich II - FC Gossau - SV Höngg - FC Kosova - FC Kreuzlingen | - FC Linth 04 - FC Mendrisio - AC Taverne - FC Tuggen - FC Uzwil - FC Wettswil-Bonstetten - FC Winterthour II - SC Young Fellows Juventus |

## 2eligueinterrégionale
Les soixante-cinq clubs de 2e ligue interrégionale, répartis en six groupes, sont les suivants :

### Groupe 1
| - FC Amical Saint-Prex - FC Châtel-Saint-Denis - FC Collex-Bossy - FC Dardania Lausanne - FC Echichens - FC Farvagny/Ogoz - FC La Tour/Le Pâquier - Lancy FC - FC Martigny-Sports | - Olympique de Genève FC - FC Perly-Certoux - FC Plan-les-Ouates - CS Romontois - Signal FC Bernex-Confignon - FC Stade-Payerne - Urania Genève Sport - FC Veyrier Sports |

### Groupe 2
| - FC Ajoie-Monterri - FC Besa Biel/Bienne - SC Binningen - FC Bosporus - FC Bubendorf - FC Concordia Lausanne - SC Dornach - FC Erguël | - FC Liestal - FC Muri-Gümlingen - BSC Old Boys - FC Pratteln - FC Prishtina Bern - SC Schöftland - FC Tavannes/Tramelan - FC Ueberstorf |

### Groupe 3
| - FC Ascona - FC Brunnen - SC Buochs - SC Cham II - FC Collina d'Oro - SC Emmen - FC Gambarogno-Contone - SC Goldau | - FC Kickers Luzern - FC Locarno - FC Perlen-Buchrain - FC Red Star Zurich - FC Sursee - FC Unterstrass - SC Zofingen - Zug 94 |

### Groupe 4
| - FC Adliswil - FC Bazenheid - FC Bülach - FC Coire 97 - KF Dardania Saint-Gall - FC Dübendorf - FC Frauenfeld - FC Lachen/Altendorf | - FC Rapperswil-Jona II - SV Schaffhausen - FC Tägerwilen - FC Thalwil - FC Uster - FC Weesen - FC Widnau - FC Wil II |